# Norihisa Shimizu
Norihisa Shimizu (清水 範久 Shimizu Norihisa?, nacido el 4 de octubre de 1976 en Gunma) es un exfutbolista japonés. Jugaba de centrocampista y su último club fue el Avispa Fukuoka de Japón.

## Trayectoria

### Clubes
| Club                | País  | Año         |
| ------------------- | ----- | ----------- |
| Júbilo Iwata        | Japón | 1995 - 2001 |
| Consadole Sapporo   | Japón | 2000        |
| Yokohama F. Marinos | Japón | 2002 - 2010 |
| Avispa Fukuoka      | Japón | 2011        |

## Estadística de carrera

### Clubes
| Club                | Año   | Liga  | Liga  | Copa J. League | Copa J. League | Copa del Emperador | Copa del Emperador | Total | Total |
| Club                | Año   | Part. | Goles | Part.          | Goles          | Part.              | Goles              | Part. | Goles |
| ------------------- | ----- | ----- | ----- | -------------- | -------------- | ------------------ | ------------------ | ----- | ----- |
| Júbilo Iwata        | 1995  | 0     | 0     | -              | -              | 0                  | 0                  | 0     | 0     |
| Júbilo Iwata        | 1996  | 0     | 0     | 1              | 0              | 1                  | 0                  | 2     | 0     |
| Júbilo Iwata        | 1997  | 19    | 1     | 11             | 2              | 4                  | 1                  | 34    | 4     |
| Júbilo Iwata        | 1998  | 4     | 1     | 4              | 2              | 0                  | 0                  | 8     | 3     |
| Júbilo Iwata        | 1999  | 17    | 1     | 4              | 0              | 2                  | 0                  | 23    | 1     |
| Júbilo Iwata        | 2000  | 7     | 1     | 2              | 0              | 0                  | 0                  | 9     | 1     |
| Consadole Sapporo   | 2000  | 7     | 0     | 0              | 0              | 1                  | 1                  | 8     | 1     |
| Júbilo Iwata        | 2001  | 16    | 5     | 6              | 2              | 2                  | 0                  | 24    | 7     |
| Yokohama F. Marinos | 2002  | 26    | 2     | 6              | 0              | 1                  | 1                  | 33    | 3     |
| Yokohama F. Marinos | 2003  | 21    | 2     | 6              | 0              | 3                  | 1                  | 30    | 3     |
| Yokohama F. Marinos | 2004  | 14    | 1     | 4              | 1              | 0                  | 0                  | 18    | 2     |
| Yokohama F. Marinos | 2005  | 12    | 0     | 4              | 1              | 1                  | 0                  | 17    | 1     |
| Yokohama F. Marinos | 2006  | 11    | 2     | 5              | 0              | 1                  | 0                  | 17    | 2     |
| Yokohama F. Marinos | 2007  | 12    | 1     | 6              | 0              | 2                  | 1                  | 20    | 2     |
| Yokohama F. Marinos | 2008  | 19    | 0     | 6              | 0              | 3                  | 0                  | 28    | 0     |
| Yokohama F. Marinos | 2009  | 8     | 0     | 2              | 0              | 1                  | 0                  | 11    | 0     |
| Yokohama F. Marinos | 2010  | 18    | 3     | 5              | 2              | 0                  | 25                 | 3     |       |
| Avispa Fukuoka      | 2011  | 5     | 0     | 1              | 0              | 0                  | 0                  | 6     | 0     |
| Total               | Total | 216   | 20    | 73             | 8              | 24                 | 5                  | 313   | 33    |

## Palmarés

### Títulos nacionales
| Título         | Club                | País  | Año  |
| -------------- | ------------------- | ----- | ---- |
| J1 League      | Júbilo Iwata        | Japón | 1997 |
| Copa J. League | Júbilo Iwata        | Japón | 1998 |
| J1 League      | Júbilo Iwata        | Japón | 1999 |
| J2 League      | Consadole Sapporo   | Japón | 2000 |
| J1 League      | Yokohama F. Marinos | Japón | 2003 |
| J1 League      | Yokohama F. Marinos | Japón | 2004 |